# Hiromi Yamamoto
Hiromi Yamamoto, född den 21 april 1970 i Shiraoi, Japan, är en japansk skridskoåkare.
Hon tog OS-brons på damernas 5 000 meter i samband med de olympiska skridskotävlingarna 1994 i Lillehammer.